# Tell Qaramel
Tell Qaramel (también Tel Qaramel o Tel al-Qaramel, en árabe: تل القرامل‎ ) es un tell, o montículo arqueológico, ubicado en el norte de la actual Siria, 25 km al norte de Alepo y unos 65 km al sur de las montañas Tauro, adyacente al río Queiq que desemboca en Alepo.

## Sitio
El sitio está ubicado en un fértil valle fluvial que ha sido una importante ruta comercial; un ferrocarril todavía corre entre el pueblo actual y el tell, atravesando el sitio neolítico. El tell se encuentra entre el pueblo actual y el río Queiq al este, y su cima se mide a 444 m sobre el nivel del mar; el sitio neolítico se extiende hacia el sur y se encuentra unos 20 m más bajo.

## Excavaciones
Una prospección realizada a fines de la década de 1970 encontró evidencia de asentamiento en el sitio desde el período Neolítico A anterior a la alfarería hasta el período helenístico. Las últimas fases de ocupación están estrechamente asociadas con el montículo del propio tell. Sin embargo, la fase neolítica anterior a la alfarería se asocia con un área más amplia de aproximadamente 3,5 hectáreas, que se extiende al sur y suroeste del tell y está cubierta por hasta 2,5 m de depósitos posteriores a través de la Edad del Bronce y la Edad del Hierro. Es esta área la que ha sido el foco de una investigación detallada desde 1999 por un equipo conjunto polaco-sirio dirigido por Ryszard F.Mazurowski de la Universidad de Varsovia y especialistas de la DGAM de Siria (respectivamente Bassam Jammous, Thaer Yartah y Youssef Kanjou) bajo el auspicios del Centro Polaco de Arqueología del Mediterráneo de la Universidad de Varsovia. Hasta ahora se han investigado unas seis áreas y se han excavado cuatro: solo alrededor del 1,5% de todo el sitio. Después de 2007, las excavaciones se han suspendido debido a la guerra civil en Siria.
Antes de que comenzaran las excavaciones, se suponía que los asentamientos sedentarios permanentes se producirían solo en combinación con el primer cultivo de cereales y la primera domesticación y mantenimiento de animales como ovejas y cabras, marcando el inicio del período Neolítico, parte de una transición. entre las culturas protoneolítica y pre-alfarería neolítica A. Sin embargo, los restos de las estructuras descubiertas en Tell Qaramel parecen ser más antiguos que esto, lo que da la primera evidencia de un asentamiento permanente construido en piedra. El sitio es más o menos contemporáneo al de Göbekli Tepe en Turquía.

## Estratigrafía y cronología
Los arqueólogos distinguen una fase epipaleolítica preliminar (Horizonte 0) atestiguada principalmente por herramientas de pedernal pero no determinadas muestras de carbono. Para el posterior asentamiento reconocen 4 capas del Neolítico Aceramico Temprano (Horizonte 1 a 4) que según la datación por radiocarbono se han superpuesto parcialmente (contemporáneo).

## Hallazgos
Particularmente llamativos son los restos de una sucesión de cinco estructuras redondas de piedra que los excavadores reconocen como restos de torres. El más bajo, el más antiguo, tenía unos 6 m de diámetro y parece haber tenido alguna función comunitaria, con un hogar elevado en el centro con dos bancos centrados en él. La cuarta fase fue la más maciza, de unos 7,5 m de diámetro con muros de piedra de unos 2,25 m de espesor; no tenía estructura interna. Fue dañado por el fuego y reconstruido, y puede haber sido una estructura defensiva. La primera fase ha sido datada por carbono entre el undécimo milenio y el 9670 a. C. Esta datación hace que la estructura sea aproximadamente dos milenios más antigua que la torre de piedra encontrada en Jericó, que anteriormente se creía que era la estructura de torre más antigua conocida en el mundo.
Entre los adornos encontrados había una pepita de cobre pulido bastante grande, uno de los primeros hallazgos de metal en un sitio arqueológico. Como también se ha excavado malaquita (carbonato de cobre) en Tell Qaramel, es posible que la pepita de cobre se haya recolectado de la fuente de malaquita (aún no identificada). Se había intentado perforar un agujero a través del cobre como con otras cuentas de piedra, pero la tecnología aún no estaba lo suficientemente avanzada para procesar el metal.

## Prácticas mortuorias
Se han excavado restos de 20 individuos, todos adultos: esto puede indicar que la práctica de entierro para bebés y niños era diferente, en otro lugar (aún no descubierto) o tratada con menos consideración. A la mayoría de los cuerpos se les extrajo la cabeza, ya sea cortando poco después de la muerte (como lo indican las marcas de corte y dejando la primera vértebra con el cráneo) o después de la descomposición (dejando las vértebras y la mandíbula inferior junto con el esqueleto). Esto indica un culto a la cabeza, como también se atestigua en otros sitios neolíticos anteriores a la alfarería (en particular, Jericó , Tell Aswad y Cayonu). Mientras que en algunos cráneos los dientes mostraban desgaste y caries, lo que es típico de una dieta con carbohidratos como los de los cereales, otros estaban en buen estado, lo que puede indicar una dieta preneolítica.